# Brännboll

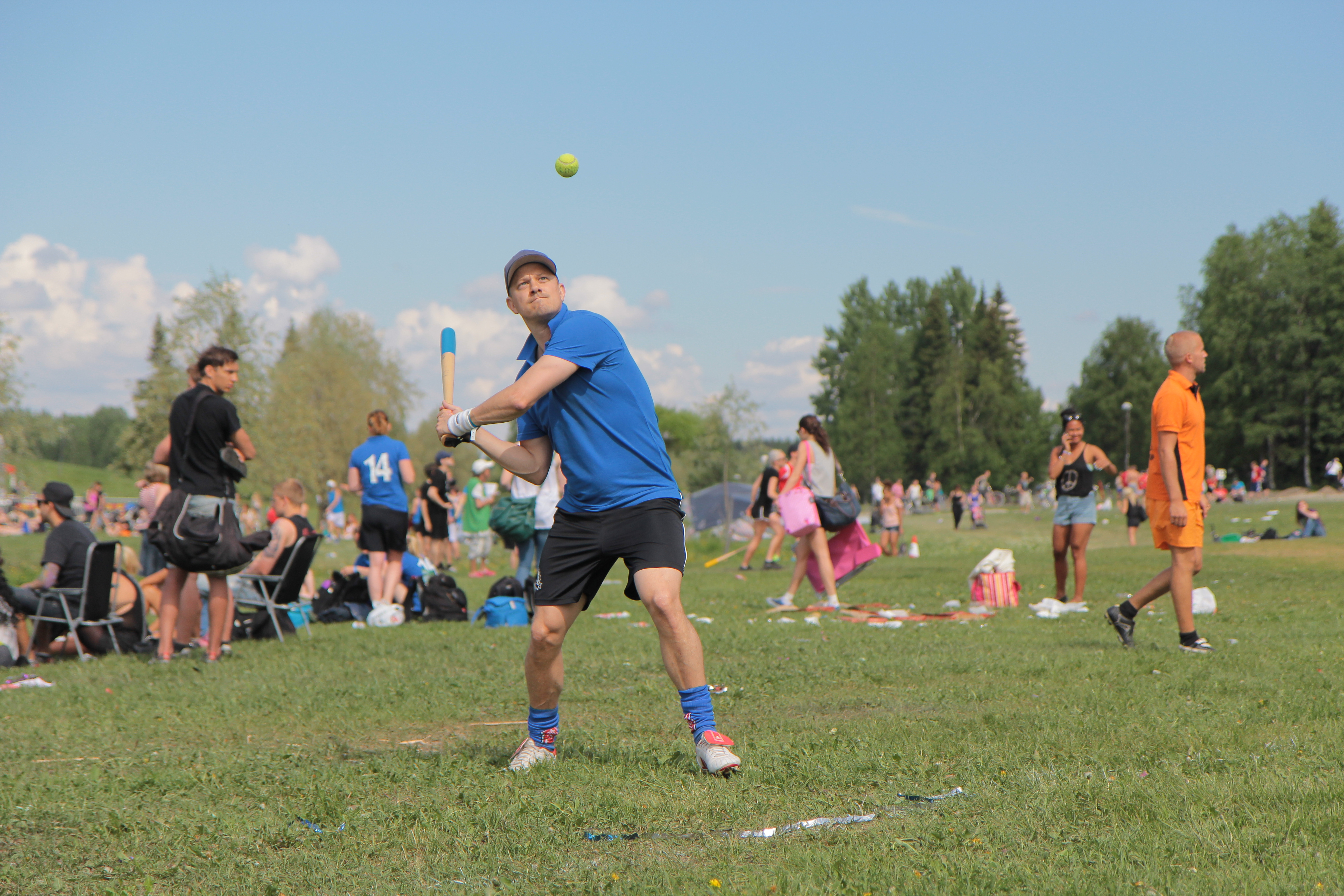
En brännbollsspelare övar sig på slag.

Brännboll, även kallat rundboll (i delar av Finland även fyramål), är en svensk utomhuslek med boll och slagträ. Den påminner i viss mån om sporter som baseboll, softboll, cricket och boboll men har aldrig varit en utpräglad tävlingsidrott. Brännboll spelas vanligen på skolornas idrottslektioner, på sommarläger och som nöjesaktivitet för blandade åldrar. Det förekommer olika varianter och regler.

## Historia
Spelet är känt sedan 1700-talet men har först i senare tid nått samma popularitet som det närbesläktade bollspelet långboll.

## Regler och material

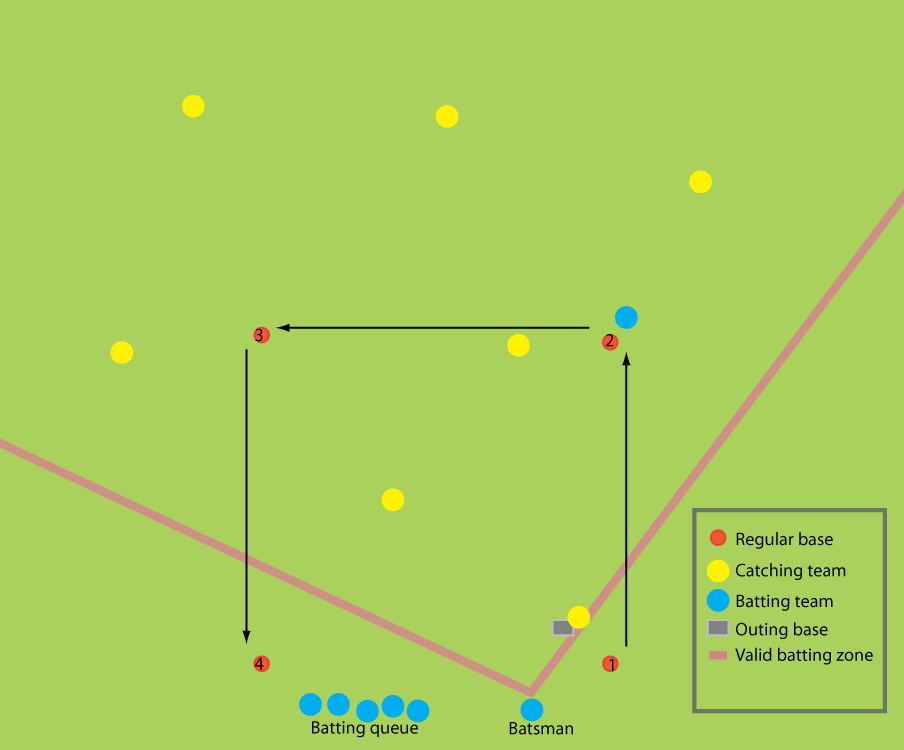
Ungefärlig brännbollsuppställning, med de fyra konerna (rött), utelaget (gult), innelaget (blått), brännplattan (grått) och gränserna för giltigt slag (rosabruna linjer).

En brännbollsmatch spelas mellan två lag som turas om att vara inne- respektive utelag. Spelet utövas på en lämplig plan, ofta med gräsunderlag. Utelagets spelare sprider ut sig på brännbollsplanen för att så snabbt som möjligt kunna fånga bollen efter innelagets utslag. Innelagets spelare samlas vid den fasta utslagsplatsen och skall i tur och ordning försöka slå iväg en tennisboll så långt som möjligt med hjälp av ett slagträ och därefter springa så långt den hinner motsols runt en bana markerad av fyra koner eller motsvarande föremål.
Slagmannen, den som slår bollen, brukar få tre chanser (i officiella tävlingssammanhang två) på sig att utföra ett giltigt slag innan det är nästa spelares tur. Till skillnad från baseboll och liknande sporter förekommer ingen kastare (pitcher) i brännboll, utan slagmannen kastar själv upp bollen före tillslag. Vid giltig träff släpper spelaren sitt slagträ och springer på utsidan av den närmaste konen, fortsätter till nästa kon och så vidare. Om innelagsspelaren befinner sig mitt emellan två koner när utelaget lyckats få bollen till sin utsedda "brännare" och brännaren trampar på en platta eller mindre yta kallad "brännplattan" och ropar "bränd", blir innelagsspelaren "bränd" och måste gå tillbaka till första konen eller senast passerade kon, beroende på regelvariant, och utelaget får poäng. Konerna fungerar som pass för innelagets spelare, så innelagsspelare som står vid en kon kan inte bli brända. En spelare väljer själv om den vill stanna vid en kon eller fortsätta till nästa och då riskera att bli bränd om den inte hinner fram. Misslyckas en spelare med alla sina försök till utslag blir den automatiskt bränd men får gå till första konen.
Innelaget får poäng för varje deltagare som har tagit sig runt de fyra konerna på banan, oberoende av antal försök. Om någon klarar att springa hela banan på ett slag kallas det "varvning", "helvarv" eller "frivarv" och det ger fler poäng. Varvning liknar homerun i baseboll men vanligtvis tillämpas inte "automatisk homerun" (automatisk varvning) i brännboll.
Utelaget kan ta poäng genom att bränna spelare eller genom att fånga den utslagna bollen innan den hunnit röra marken, en lyra. Ibland skiljs det mellan enhandslyror och tvåhandslyror i poängsättning.
Matchtiden, poängräkning, planens storlek och flera andra saker kan skilja sig åt mellan olika matcher eller turneringar och man brukar komma överens om dessa saker strax före matchen.
För samtliga turneringar som spelas i Umeå har IKSU:s brännbollssektion tagit fram officiella regler.

### Slagträn
Det brukar finnas olika slagträn att välja på, särskilt följande typer:
- Plattare, med vilket det ofta är lättare att träffa bollen men svårare att få bra kraft vid träff.
- Rundare (av typen basebollträ), som gör det svårare att träffa bollen men som ger mer kraft vid en bra träff.

## Tävlingar

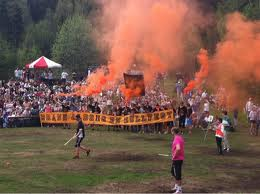
En mindre brännbollstävling i Umeå.

Varje år anordnas Brännbollscupen i Umeå, i samband med festivalen Brännbollsyran, som sedan 1997 officiellt varit världsmästerskap i sporten. Utöver detta spelas flera cuper på sommaren under arrangemang av IKSU:s brännbollssektion.